# Station Retford
Retford is een spoorwegstation van National Rail in Retford, Bassetlaw in Engeland. Het station is eigendom van Network Rail en wordt beheerd door London North Eastern Railway. 